# 羅阿絲蟲屬
羅阿絲蟲屬（学名：Loa）为丝虫科的一个属。

## 下属物种
本属包括以下物种：
- 罗阿丝虫 Loa loa